# Espoir sportif de Jerba Midoun
Maillots
L'Espoir sportif de Jerba Midoun (arabe : الأمل الرياضي بجربة), plus couramment abrégé en ES Jerba Midoun, est un club tunisien de football fondé en 1974 et basé dans la ville de Midoun, sur l'île de Djerba.
Il joue au stade de Midoun qui a une capacité de 10 000 places.

## Histoire
Fondé par Houssine Abichou, Habib Chourou et Romdhan Rahli, l'ESJM est relégué de la Ligue II à la Ligue III à la fin de la saison 2007-2008.

## Stade
L'Espoir sportif de Jerba Midoun a longtemps joué ses matchs à domicile au stade municipal de Midoun doté de 3 000 places.

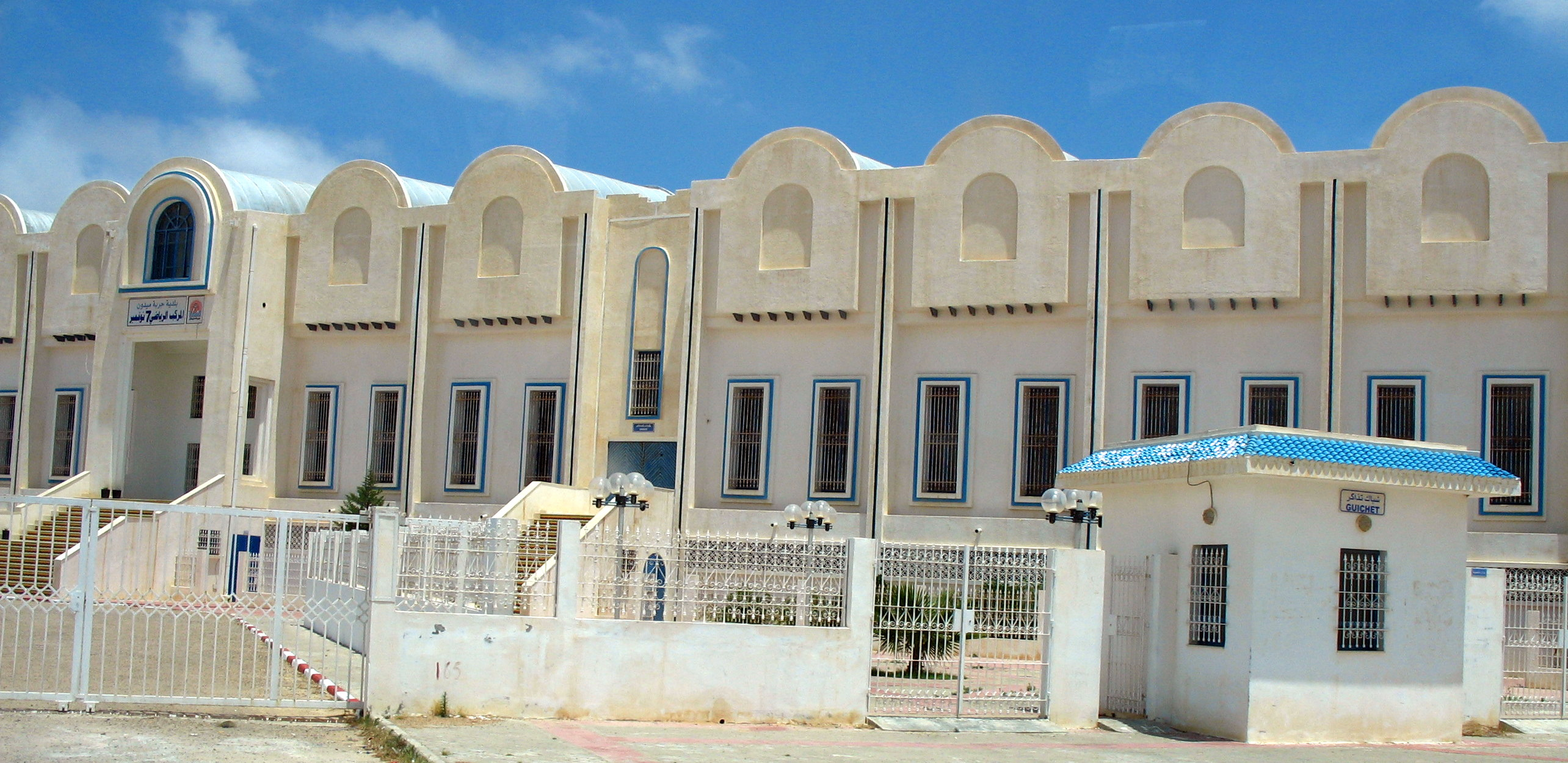
Vue extérieure.
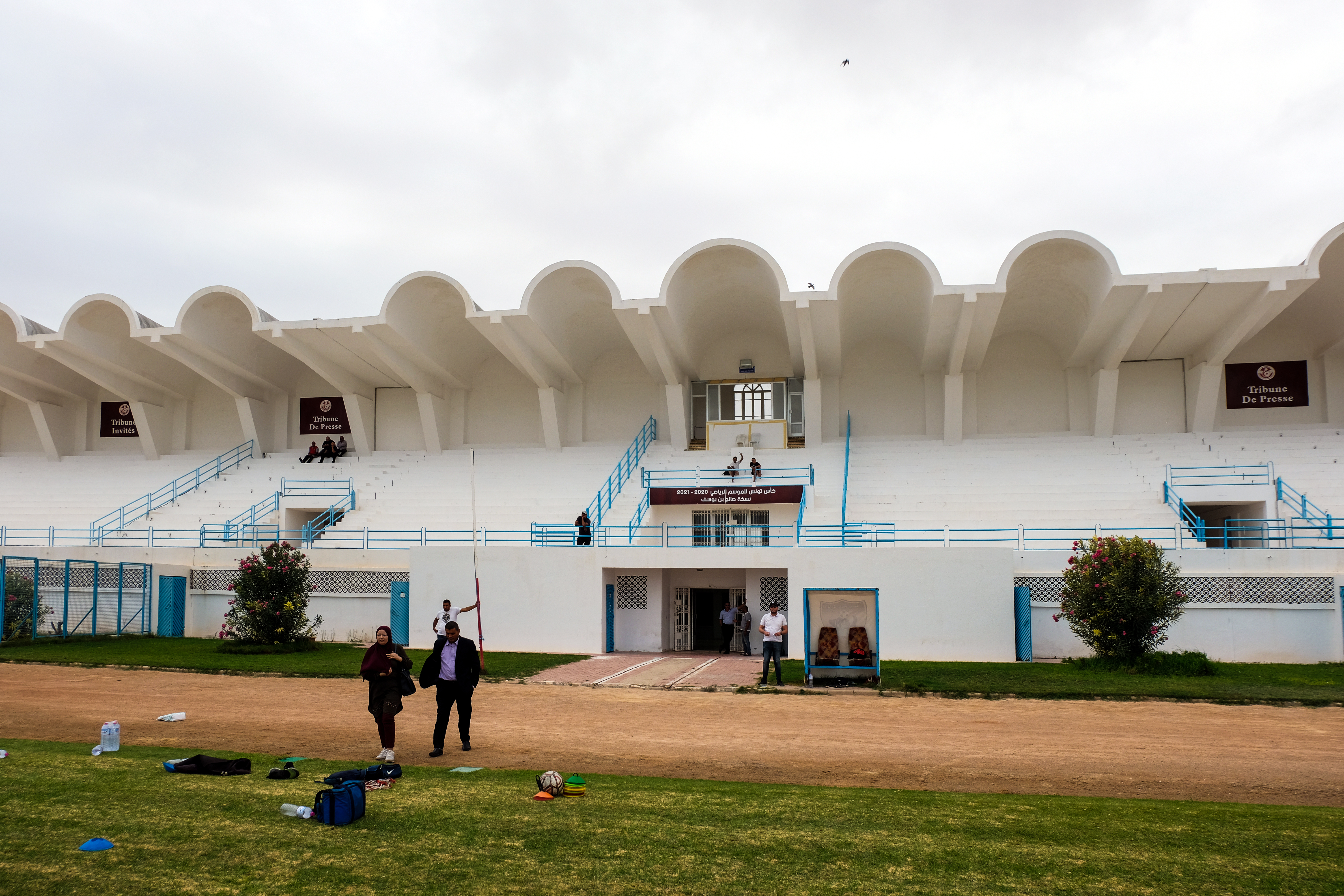
Gradin principal.

## Palmarès
| Compétitions nationales                                                                                      |
| --- |
| - Coupe de la Ligue tunisienne (1) : - Vainqueur : 2001 - Coupe de la Ligue amateur (1) : - Vainqueur : 2007 |

## Personnalités

### Présidents
- 1974-1978 : Romdhan Rahli
- 1978-1980 : Chaâban Ben Hamouda
- 1980-1986 : Béchir Massaâbi
- 1986-1987 : Tayeb Barnat
- 1988-1989 : Mostafa Bourguiba
- 1989-1990 : Salah Ben Thayer
- 1990-1991 : Arbi El Mahsni
- 1991-1992 : Fadhel Bel Hadj Ali
- 1992-1993 : Tayeb Barnat
- 1993-1995 : Mohamed Kortoba
- 1995-2000 : Romdhan Rahli
- 2000-2001 : Abd Razek Azzebi puis Mostafa Bourguiba
- 2001-2002 : Romdhan Rahli puis Mourad Belajouza
- 2002-2003 : Ayachi Tnazefti puis Kamel Moslah
- 2003-2008 : Béchir Massaâbi
- 2008-2009 : Khaled Bel Haj Ali puis Ayachi Tnazefti
- 2009-2011 : Sadek Ferteni
- 2011-2012 : Ahmed Bouziri puis Sadek Ferteni
- 2012-2013 : Sadek Ferteni puis Boubaker Charfeddine
- 2013-2015 : Boubaker Charfeddine
- 2015-2016 : Ayachi Tnazefti
- 2016-? : Abdel Mejid Zendah
- ?-2024 : Mustapha Chahed
- 2024-202.. : Zied Jamaï[5]

### Entraîneurs
- 1974-1975 : Chedli Zikikout
- 1975-1976 : Ahmed Slem, Abd Allah Bachar, Mokhtar Lahmer puis Chedli Zikikout
- 1976-1977 : Mokhtar Jemâa
- 1977-1980 : Hédi Kouni
- 1980-1982 : Rachid Melliti
- 1982-1983 : Thamer Kosksi
- 1983-1984 : Youssef Seriati
- 1984-1987 : Ahmed Bouziri
- 1987-1988 : Peter Carlof
- 1989-1990 : Hamadi Gtat puis Ahmed Bouziri
- 1990-1991 : Kamel Kalsi
- 1991-1992 : Thamer Kosksi
- 1992-1993 : Ridha Kortoba puis Abd Waheb Ben Ghazi
- 1993-1994 : Abd Waheb Ben Ghazi puis Béchir Ghoul
- 1994-1995 : Béchir Ghoul
- 1995-1996 : Wahid Hidouci
- 1996-1997 : Ali Sraieb
- 1997-1998 : Mohamed Hankouch puis Youssef Seriati
- 1998-1999 : Youssef Seriati puis Azzedine Khmila
- 1999-2000 : Mondher Kbaier puis Ali Sraieb
- 2000-2001 : Mokhtar Tlili, Belhsan Meryeh puis Kamel Chebli
- 2001-2002 : Kamel Chebli, Baccar Ben Miled puis Mohamed Hankouch
- 2002-2003 : Ferid Ben Belgacem, Hbib Jbehi puis Mondher Kbaier
- 2003-2004 : Fakher Trigui, Mondher Kbaier puis Chafik Dridi
- 2004-2007 : Ali Sraieb
- 2007-2008 : Ali Sraieb, Kamel Boughzela puis Ridha Kortoba
- 2008-2009 : Azzedine Khmila, Moncef Ben Hsan puis Hbib Jbehi
- 2009-2010 : Ridha Kortoba puis Lotfi Sebti
- 2010-2011 : Lotfi Sebti
- 2011-2012 : Wadii Wacheni
- 2012-2013 : Raouf Jridi puis Monir Rached
- 2013-2014 : Monir Rached, Fethi Haj Ismaïl (un seul match), Ridha Bousâada puis Salah Dey
- 2014-2015 : Anis El Bez
- 2015-2016 : Anis El Bez, Salah Dey puis Fethi Haj Ismaïl
- 2016-2021 : Ali Srayeb puis Mondher Makhlouf
- 2021-2022 : Nidhal Khiari
- 2022-2023 : Ahmed Dridi
- 2023-202.. : Hatem Ounalli